# Melia Kreiling
Melia Kreiling (ur. 6 października 1990 w Genewie) – amerykańska aktorka, która wystąpiła m.in. w filmie Strażnicy Galaktyki i serialu Ocaleni.

## Filmografia

### Filmy
| Rok  | Tytuł                                | Rola          | Uwagi       |
| ---- | ------------------------------------ | ------------- | ----------- |
| 2012 | Suspension of Disbelief              | Juliette      |             |
| 2013 | Company of Heroes: Oddział bohaterów | Kestrel       | film DVD    |
| 2013 | Leopard                              | Kara          |             |
| 2014 | Dwoje nie do pary                    | panna młoda   |             |
| 2014 | Strażnicy Galaktyki                  | Bereet        |             |
| 2014 | X Moor                               | Georgia       |             |
| 2015 | The Healer                           | Fernanda      |             |
| 2015 | MindGamers                           | Stella        |             |
| 2017 | The Last Note                        | Hara Lioudaki |             |
| 2018 | Real Lemons                          | Melia         | krótkometr. |

### Telewizja
| Rok       | Tytuł                     | Rola                | Uwagi                 |
| --------- | ------------------------- | ------------------- | --------------------- |
| 2012      | Rosamunde Pilcher         | Eloise Kendall      | 1 odc.                |
| 2012      | The Other Wife            | Eloise Kendall      | miniserial            |
| 2012–2013 | Rodzina Borgiów           | Bianca              | 4 odc.                |
| 2013      | Biblia                    | Batszeba            | miniserial, 1 odc.    |
| 2015–2016 | Tyran                     | Daliyah Al-Yazbek   | 20 odc.               |
| 2017      | Ostatni z wielkich        | Hannah Taub         | 4 odc.                |
| 2017      | Behind Enemy Lines        | Shia Irivani        | niewykorzystany pilot |
| 2018      | Swedish Dicks             | The Joe             | 1 odc.                |
| 2018      | Ocaleni                   | Alycia Vrettou      | w gł. obsadzie        |
| 2020      | Obłudna gra (Filthy Rich) | Ginger Sweet        | w gł. obsadzie        |
| 2022      | Mammals                   | Amandine Buckingham | 6 odc.                |
| 2022      | Emily w Paryżu            | Sofia Sideris       | 4 odc.                |
| 2023      | Zoi                       | Dora                | 3 odc.                |
| 2023      | Oi Pantheoi               | Marmo Pantheou      | 2 odc.                |